# Nagiella tristalis
Nagiella tristalis is een vlinder uit de familie van de grasmotten (Crambidae). De wetenschappelijke naam van deze soort is voor het eerst gepubliceerd in 2021 door Yuki Matsui en Hideshi Naka.
Deze soort komt voor in Japan (Tottori).